# Novčica
Novčica – rzeka w Chorwacji, lewy dopływ Liki. Jej długość wynosi 29 km.
Powierzchnia jej dorzecza wynosi 164,8 km². Swe źródła ma na wschodnich zboczach Welebitu, u podnóża góry Veliki Sadikovac (1286 m n.p.m.), nieopodal przełęczy Oštarijska vrata. Do Liki wpada ok. 5 km na północny wschód od Gospicia.